# Marktsoziologie
Die Marktsoziologie oder Soziologie des Marktes ist ein Forschungsbereich der Soziologie, innerhalb dessen Märkte zum Gegenstand soziologischer Analysen werden.

## Überblick
Märkte gibt es konkret seit dem Altertum, vermutlich seit der Neolithischen Revolution. Sie trugen seither wesentlich zur Bedeutung der entstehenden Handelswege, Messen und Städte bei. In der Neuzeit werden Märkte als wichtige Institutionen, die für die Entwicklung des Kapitalismus entscheidend sind, betrachtet.
Vertreter der Marktsoziologie beschäftigen sich mit strukturellen, institutionellen und kulturellen Grundlagen von Märkten. Diese genuin soziologische Erklärung reicht weiter als viele wirtschaftswissenschaftliche Ansätze – insbesondere der neoklassischen Wirtschaftstheorie –, in denen der Marktteilnehmer als „homo oeconomicus“ konzeptionalisiert wird, der im Wettbewerb mit anderen Marktteilnehmern steht und rein der marktwirtschaftlichen Logik von Angebot und Nachfrage unterliegt. Am nächsten steht ihr noch Hans Albert.
Sie entstehen aus soziologischer Sicht aber keineswegs „spontan“ und regulieren sich auch nicht von selbst, sondern bedürfen gerade anfangs des religiösen (vgl. Kula) oder politischen und rechtlichen Schutzes (vgl. Messewesen, Marktrecht, Stapelrecht). Somit werden soziologisch die umfangreichen sozialen Aspekte betrachtet, die erforderlich sind, damit Märkte möglich werden (wie z. B. der regionale und der Fernhandel, Akteurkompetenzen für die Bewältigung von Unsicherheit und die Interpretation von Marktsituationen, kulturelle Wissensordnungen und religiöse Praktiken als Grundlage für das Wirtschaften, die Rolle des Staates als Garant von Rechtsordnungen und Kontrollinstanz, u. a. m.). Hier haben bereits Ferdinand Tönnies, Max Weber und Bronislaw Malinowski grundlegende Studien vorgelegt. Neue Impulse erhielt die Soziologie des Marktes aus der so genannten Neuen Wirtschaftssoziologie, die sich in den letzten 25 Jahren hauptsächlich im US-amerikanischen Raum vor allem im Anschluss an Harrison C. White und Mark Granovetter entwickelte.  Jüngste Arbeiten betrachten die Marktsoziologie allerdings nicht mehr als Teilgebiet der Wirtschaftssoziologie.

### Die Anfänge der Marktsoziologie
Die soziologische Auseinandersetzung mit Märkten findet sich bereits bei frühen Theoretikern wie Adam Smith, Karl Marx, Ferdinand Tönnies, Max Weber und auch Georg Simmel. Für Smith ist der Markt eine Institution, die ermöglicht, dass eigennützig Handelnde ihre Tauschgeschäfte erledigen und gleichzeitig auch die Arbeitsteilung und somit das Gemeinwohl gefördert werden. Obwohl die Austauschverhältnisse auf dem Markt und die damit verbundene Steigerung der Arbeitsproduktivität durch Nutzung von Spezialisierungsvorteilen auch in die Vergangenheit zurückreichen, verengte sich das Interesse der ökonomischen Forschung auf die seit dem 19. Jahrhundert vorherrschende Form der Märkte, auf denen Waren zwecks Profiterzielung ausgetauscht werden.
Erst Tönnies und Max Weber sowie die britische Schule der Sozialanthropologie (Bronisław Malinowski u. a.) gelangten zu einer genuin soziologischen Betrachtung von Märkten. Im Gegensatz zur klassischen Ökonomie, die aus der Notwendigkeit der individuellen Beschaffung der Lebensmittel und der Rolle der Arbeit innerhalb der Gemeinschaft den Zwang oder gar einen natürlichen Trieb des Menschen zum Tauschen und daraus die Existenz von Märkten ableitete, hoben Tönnies und Max Weber auf die sozialhistorische Bedeutung des Fernhandels ab, der sukzessive immer mehr Regionen und Gesellschaften in den Weltmarkt integriere und die Beziehungen zwischen ihnen und den Menschen allein durch den Tauschwert regele. Dieser Fernhandel könne ganz unterschiedliche Auslöser haben, z. B. die Sklavenjagd oder die Suche nach seltenen Objekten. Auch Malinowski zeigte, dass Märkte zuerst durch den Austausch zwischen Regionen und Gemeinschaften und nicht durch die Notwendigkeit der Tausches innerhalb der Gemeinschaften entstanden.
Marx und Weber nähern sich dem Phänomen des Marktes auch aus einer konfliktsoziologischen Perspektive. Während für Marx der Markt ein Ausbeutungsinstrument zur Herstellung und Verfestigung von Klassenunterschieden im Kapitalismus ist, zeigt Weber in seinen Schriften zur Wirtschaft und Gesellschaft die Vielschichtigkeit des Marktes auf: Dem Markt liegen Mechanismen wie Macht, Konflikte und unterschiedliche Interessen zu Grunde; der Tausch ist auch immer ein Konkurrenzkampf. Darüber hinaus befasst sich Weber in seiner protestantischen Ethik wesentlich mit den Ursachen der Entstehung des kapitalistischen Marktes im „rationalen“ Okzident und mit der Rolle des Marktes für die Entstehung der okzidentalen Stadt.
Einen Teilaspekt des Marktes untersucht auch Georg Simmel in seiner „Philosophie des Geldes“, in der wirtschaftliche Tauschprozesse durch das ökonomische Medium „Geld“ als zentrale Institution des Marktes im Vordergrund stehen.
Malinowski unterscheidet als erster Soziologe strikt zwischen ökonomischem und sozialem („zeremoniellem“, institutionellen) Tausch. Getauscht wird auch, wenn unter ökonomischen Gesichtspunkten gar keine Notwendigkeit dafür besteht. Beim zeremoniellen Zirkel des Gebens und Nehmens wie beim Tausch im Rahmen des Kula-Rings auf einigen Inseln Melanesiens wird nicht auf die exakte Äquivalenz der getauschten Gegenstände gemachte; Ziel ist vielmehr, besonders prestigereiche Objekte zu erwerben, ein Nebenziel vielleicht, Endogamie und Inzest zu vermeiden. Erwirtschaftete Überschüsse werden in diesen einfach strukturierten Gesellschaften nicht individuell getauscht, sondern zentralisiert und als Vorräte für Notsituationen gelagert oder dem gemeinsamen Konsum zugeführt, z. B. in Form von Festen und rituellem Verschwendungskonsum.
Als weiterer wichtiger Vordenker der Marktsoziologie gilt der Wirtschaftshistoriker Karl Polanyi, der in seinem 1944 veröffentlichten Werk „The Great Transformation“ die Wechselwirkung zwischen der Entstehung von Marktwirtschaften und Nationalstaaten untersucht. Polanyi betrachtet Märkte als vormals eingebettet in die Gesellschaft und sieht die Verselbständigung und Herauslösung („disembedding“) von Märkten aus der modernen Gesellschaft kritisch: Erst durch den Marktliberalismus werde dieses Verhältnis umgekehrt, die Gesellschaft werde in die Ökonomie eingebettet. In allen Gesellschaften vor dem 17. Jahrhundert habe die Ökonomie nicht in erster Linie auf Märkten basiert, sondern auf drei durch soziale Normen regulierten Prinzipien: Reziprozität des Tausches (Symmetrie), Redistribution (Zentralisierung und Umverteilung durch kollektive Institutionen) und Produktion für den Eigenbedarf (Autarkie des geschlossenen Haushalts, des Oikos des Aristoteles, der keinen Markt benötigt). Die Zentralisierung von Produkten sei notwendig, weil die Resultate kollektiver Anstrengungen z. B. bei der Jagd nicht regelmäßig teilbar seien und der Streit darum den Zusammenhalt der Gemeinschaft bedrohe, oder weil man Vorratshaltung für Notzeiten betreiben müsse. Der individuelle Besitz von Gütern sei weitaus weniger wichtig gewesen als der Zusammenhalt der Gemeinschaft. Auch der Austausch zwischen auf dem gleichen Territorium lebenden Viehzüchtern und Ackerbauern in Afrika, die römische Wirtschaft mit ihrer Redistribution von Getreide und Olivenöl oder die Abgabenregelungen zwischen den verschiedenen Ständen der europäischen Feudalgesellschaft habe sich diesen Prinzipien untergeordnet. Auch wenn dieser Austausch Elemente von Ausbeutung in unterschiedlichem Grade enthalten habe, sei sein Ziel nie die Profiterzielung gewesen. So habe sich u. a. das feudale Vasallentum aus solchen regulierten Austauschbeziehungen ergeben. Es habe zwar immer wieder Phasen gegeben, so in den Handelszentren des Hellenismus, wo das Profitstreben den Austausch dominiert habe; doch sei dies bis zum Merkantilismus die Ausnahme geblieben. Aus den drei in jeder Form des Wirtschaftens geltenden Prinzipien der Symmetrie, Zentralität und Autarkie entstünden nicht automatisch neue Institutionen wie die des Marktes. Symmetrie (Reziprozität) verknüpfe nur existierende Akteure und Institutionen, Zentralität (z. B. in Form der Besteuerung) erfülle zahlreiche unterschiedliche Funktionen und Autarkie sei nur ein Merkmal bestehender Gruppen neben anderen. Der Markt sei mehr als die Summe dieser Merkmale; für seine Entstehung seien nicht ökonomische Zwänge, sondern das letzten Endes sozial begründete Profitmotiv entscheidend.

### Märkte und Netzwerke
Unter dem Namen „Neue Wirtschaftssoziologie“ bildete sich seit den 1980er Jahren eine soziologische Forschungsrichtung heraus, die sich der Untersuchung von Märkten aus einer strukturellen, netzwerkanalytischen Perspektive widmet. So gelten das soziologische Marktmodell von Harrison C. White und der viel zitierte Aufsatz „Economic Action and Social Structure – The Problem of Embeddedness“ von Mark Granovetter über die Einbettung von Märkten in soziale Strukturen – als Ausgangspunkte für zahlreiche wirtschaftssoziologische Annäherungen an das meist wirtschaftswissenschaftlich untersuchte Phänomen des Marktes. Schon Polanyi hatte diesem  Gedanken 1944 formuliert (submerged in [...] social relationships, also „eingetaucht in Sozialbeziehungen“); das war aber seit den 1950er Jahren vorübergehend in Vergessenheit geraten.
Granovetter konzeptualisiert Marktteilnehmer nicht als rein rationale Akteure, sondern stellt deren Eingebundenheit in soziale Strukturen oder Netzwerke in den Vordergrund. Ökonomische Beziehungen zwischen Individuen und Firmen sind demnach immer eingebettet in soziale Beziehungen. Märkte selbst sind dieser strukturellen Perspektive zufolge Netzwerke: Vom prominenten Wirtschaftssoziologen Harrison C. White stammt die Idee, dass Märkte überhaupt erst aus Netzwerken entstehen. Am Beispiel von Produktionsmärkten zeigt White in seinem Aufsatz „Where Do Markets Come From?“ von 1981, wie in Netzwerken eine wechselseitige Beobachtung von Produktpreisen und zugehörigen Qualitäten anderer Marktteilnehmern stattfindet, die letztendlich den Markt konstituiert. Der Preis wird hier als Signal aufgefasst. Märkte strukturieren sich demnach nicht (allein) durch die Mechanismen von Angebot und Nachfrage, sondern vielmehr durch Positionierungen von Marktteilnehmern in bestimmten Qualitätsnischen, die durch Beobachtung der jeweiligen Konkurrenten ausfindig gemacht und besetzt werden können.
Die Netzwerkperspektive auf den Markt wurde von zahlreichen Schülern von White und weiteren Wirtschaftssoziologen aufgegriffen, die sich im Rahmen der Neuen Wirtschaftssoziologie mit Märkten als Netzwerken beschäftigten. So gibt es beispielsweise empirische Analysen zu Netzwerken als Diffusionsmedium von Informationen in Märkten, z. B. von Wayne Baker, oder zu Netzwerken als Lösungsinstrumente von Kooperationsproblemen, durch die Vertrauen zwischen Marktteilnehmern entstehen kann, z. B. von Brian Uzzi. Vertreter marktsoziologischer Analysen sind in den Vereinigten Staaten aktuell weiterhin z. B. Neil Fligstein, Paul DiMaggio, Joel Podolny, Richard Swedberg und Viviana Zelizer. Viele der von ihnen verfassten Studien sind bereits der angewandten Marktforschung zuzurechnen.
Ein Beispiel für ein eng an die Netzwerkanalyse als Methode geknüpftes marktsoziologisches Konzept ist die Idee der „Structural Holes“ von Ronald S. Burt. Burt zufolge nach lassen sich Unterschiede in der Dynamik von Märkten und den damit einhergehenden Chancen und Barrieren unternehmerischen Handelns durch Zugang zu so genannten „strukturellen Löchern“ erklären. Strukturelle Löcher sind „Löcher“ im Netzwerk, d. h. Bereiche, die durch die Abwesenheit von Beziehungen zwischen Akteuren gekennzeichnet sind. Die Besetzung eines strukturellen Lochs stellt eine Möglichkeit dar, Vorteile im unternehmerischen Handeln bewirken zu können – nämlich durch den dadurch gewonnenen Vorsprung an Information.
Ein weiterer Ansatz, den besonders auch Joel Podolny verfolgt, der aber ebenfalls schon von der Sozialanthropologie und Ethnologie des frühen 20. Jahrhunderts fokussiert wurde, ist die Idee der Bedeutung von Status in Märkten: Durch Netzwerke können ihm zufolge nicht nur Ressourcen ausgetauscht werden, sondern sie ermöglichen weiterhin die Beobachtung der Qualität der anderen Teilnehmer, was letztlich zur Herausbildung von Statushierarchien führt.
Die Idee von Märkten als Netzwerke aus sozialen Strukturen wurde von White selbst schließlich noch erweitert: Ihm zufolge funktioniert die soziale Struktur des Marktes durch „Geschichten“ (stories), die Marktteilnehmer über sich selbst und andere erzählen. Diese Konzeption von Netzwerken, die sich aus Diskursstrukturen herausbilden, öffnet die strukturelle Marktanalyse für kultursoziologischen Erweiterungen. Eine auf Whites Überlegungen anschließende empirische Untersuchung von Narrativität als Koordinierungsform auf Märkten findet sich aktuell z. B. bei Sophie Mützel.
Dadurch beeinflusst, aber auch durch Einflüsse aus dem französischsprachigen Raum von u. a. Laurent Thévenot und Michel Callon, breitet sich die Marktsoziologie zunehmend auch im deutschsprachigen Raum aus und kann mittlerweile als eigenständiger Forschungszweig bezeichnet werden, der sich stetig weiterentwickelt.

### Märkte und Kultur
Aufbauend auf die zunächst stark strukturell geprägte Auseinandersetzung mit Märkten bildete sich innerhalb der Neuen Wirtschaftssoziologie eine Forschungsrichtung heraus, die kultursoziologische Ansätze zunehmend in die Analyse von Märkten integriert: So werden in neueren marktsoziologischen Arbeiten nicht nur strukturelle Einflüsse sozialer Beziehungen auf ökonomische Prozesse berücksichtigt, sondern auch deren Einbettung in kulturelle Kontexte und Bedingtheit durch kulturelle Praktiken.
Viviana Zelizer beispielsweise untersucht Märkte aus einer genuin kultursoziologischen Perspektive, indem sie die Bedeutungsebene von ökonomischen Transaktionen hervorhebt: An Beispielen wie Lebensversicherungen und dem Kauf intimer Beziehungen zeigt Zelizer die kulturellen und symbolischen Dimensionen des Tausches auf: Geld, so lautet ihre These, ist immer mit privaten Beziehungen verbandelt und somit emotional aufgeladen. Weiterhin spielt, wie ihre Forschung zeigt, nicht nur Vertrauen, sondern auch die „Moral“ des Produktes eine Rolle im Verkaufsverhältnis zwischen Produzent und Konsument.
Auch Mitchel Y. Abolafia leistet mit seiner ethnographischen Analyse der Wall Street einen umfangreichen kultursoziologischen Beitrag zur Finanzmarktsoziologie: Im daraus entstandenen Buch „Making Markets“ zeigt er, wie Märkte als Kulturen zu verstehen seien, das heißt als Orte der wiederholten Interaktion, die durch institutionalisierte Beziehungen und Bedeutungssysteme geprägt sind.
Andere kultursoziologische Arbeiten beschäftigen sich mit der institutionellen Einbettung von Märkten. Dazu zählen beispielsweise die Arbeiten von Frank Dobbin, Neil Fligstein und Paul DiMaggio. Sie weisen besonders auf den Einfluss von Institutionen wie Regeln, Macht und Normen auf Kognitionen und Handeln in Märkten hin.

### Aktuelle Ansätze in der Marktsoziologie
Im Anschluss an diese zwei größeren Trends – „Märkte und Netzwerke“ und „Märkte und Kultur“ – finden sich aktuell zahlreiche theoretische und empirische Beiträge zur Soziologie des Marktes. Zum einen entwickelt sich die Idee von Märkten als Netzwerkstrukturen stetig weiter: So werden Märkte nach einer Aufteilung von Ezra Zuckerman entweder als Netzwerke aus Tauschbeziehungen verstanden, oder Marktakteure als eingebettet in Netzwerke aufgefasst, oder interorganisationale Netzwerke stehen im Zentrum von soziologischen (Netzwerk-)Analysen. Weiterhin finden sich zahlreiche Beiträge, die die kultursoziologische Analyse von Märkten weiter vorantreiben. Diese lassen sich thematisch in verschiedene Bereiche sortieren, wobei der nun folgende Vorschlag keineswegs überschneidungsfrei ist.

### Märkte als Felder
Pierre Bourdieus Praxistheorie stellt einen Ausgangspunkt für neuere marktsoziologische Untersuchungen dar: In Märkten als Feldern sind ökonomisches, kulturelles, soziales und symbolisches Kapital ungleich verteilt. Empirisch kann die Feldanalyse dann beispielsweise mit der Korrespondenzanalyse durchgeführt werden. Besonders im Bereich der neo-institutionalistischen Marktsoziologie finden sich Anschlüsse an diese Art von praxistheoretischer Institutionenanalyse.

### Der Embeddedness-Ansatz
Aufbauend auf das Konzept der „Embeddedness“ oder Einbettung von Märkten in soziale Strukturen von Mark Granovetter entwickelten Sharon Zukin und Paul DiMaggio ein differenzierteres Konzept: So sind Märkte ihnen zufolge nicht nur strukturell, sondern darüber hinaus auch kulturell, kognitiv und politisch eingebettet. Jens Beckert beschäftigt sich aktuell mit der Einbettung wirtschaftlicher Handlungen und untersucht aus dieser Perspektive, wie trotz Unsicherheit Koordination auf Märkten möglich ist.

### Die Performativität von Märkten
Vor allem aus dem Bereich der soziologischen Analyse von Finanzmärkten – auch „Social Studies of Finance“ genannt – stammt die Idee, dass Märkte performativ hergestellt werden. Die Performativitäts-These, u. a. vertreten von Donald MacKenzie und Michel Callon, schreibt den Ökonomen eine bedeutende Rolle als Konstrukteure von Märkten zu: Vertreter dieser Idee gehen davon aus, dass die Wirtschaftswissenschaften durch ihre Analyse und Beschreibung die Ökonomie oder ökonomische Strukturen wie den Markt, also den Gegenstand ihrer Disziplin, quasi selbst „erschaffen“. Ökonomische Handlung ist demnach ein Ergebnis kalkulativer Prozesse. Dabei ist die Idee der Performativität der Ökonomie beeinflusst von der Actor Network Theory Bruno Latours und Michel Callons, innerhalb derer die Rolle technischer Artefakte hervorgehoben wird, denn die Kalkulation und Modellierung beinhaltet immer spezifische Technologien. Gerade in der Soziologie der Finanzmärkte ist diese Perspektive, die Ansätze aus der Wissenschaftsforschung integriert, prominent, sie wird aber aktuell auch auf breitere marktsoziologische Analysen übertragen.

### Économie des Conventions
In Frankreich hat sich der interdisziplinäre Ansatz der „économie des conventions“ als einer der wichtigsten wirtschaftssoziologischen Bereiche in den letzten Jahrzehnten etabliert. Das zentrale Konzept ist das der „Konventionen“, die in Märkten dazu beitragen, dass Unsicherheit bewältigt und Qualitätskonstruktionen und Koordination ermöglicht werden. Konventionen sind dabei als Handlungslogiken oder Sinnschemata zu verstehen, die sich im Rahmen der Marktsoziologie zur Bewertung von ökonomischen Akteuren, Gütern und Dienstleistungen eignen. Die kollektiv geteilten Konventionen oder Rechtfertigungsordnungen konstituieren sich situativ und werden je nach Erfolg auf Dauer gestellt. Der französische Ansatz der „économies des conventions“ kann als ein institutionentheoretischer Ansatz aufgefasst werden. Märkte, Netzwerke und Organisationen werden hier als durch eine Pluralität von Konventionen ermöglichte Institutionen für die kollektive Koordination (Produktion, Distribution, Konsumption) verstanden.

### Märkte als innere Umwelten
Im Gefolge der Theorie sozialer Systeme nach Niklas Luhmann lässt sich der Markt auch als 'innere Umwelt' der Wirtschaft denken. Als Horizont aller möglichen Investitionsentscheidungen erscheint der Markt demnach als Umwelt der tatsächlich realisierten wirtschaftlichen Investitionen. Derartige 'innere Umwelten' lassen sich Dirk Baecker zufolge allerdings auch mit Blick auf weitere Funktionssysteme der Gesellschaft beobachten. Entsprechend stellt sich in den Arbeiten von Steffen Roth die Frage,  wie ein allgemeiner Marktbegriff bestellt sein muss, auf dessen Grundlage sich Märkte in Zeitaltern und Weltregionen beobachten lassen, in denen funktionale Differenzierung nicht die Hauptrolle spielt(e).

## Aktuelle Vertreter der Marktsoziologie im deutschsprachigen Raum
Im deutschsprachigen Raum breitete sich die Marktsoziologie in den letzten Jahren zunehmend aus, so dass aktuell eine ansteigende Anzahl an Soziologinnen und Soziologen, die sich mit Märkten sowohl theoretisch als auch empirisch auseinandersetzen, genannt werden kann: So zählen unter anderen Patrick Aspers, Jens Beckert, Rainer Diaz-Bone, Heiner Ganßmann, Karin Knorr-Cetina und Sophie Mützel zu einigen wichtigen Vertretern (finanz-)marktsoziologischer Analysen im deutschsprachigen Raum. Als institutionell bedeutsam ist vor allem das Max-Planck-Institut in Köln und dessen Forschungsbereich „Soziologie des Marktes“ zu nennen, daneben gibt es aber beispielsweise auch das Graduiertenkolleg „Märkte und Sozialräume in Europa“ an der Otto-Friedrich-Universität Bamberg und einzelne Lehrstühle mit wirtschafts- bzw. marktsoziologischer Ausrichtung.